# 羊腩

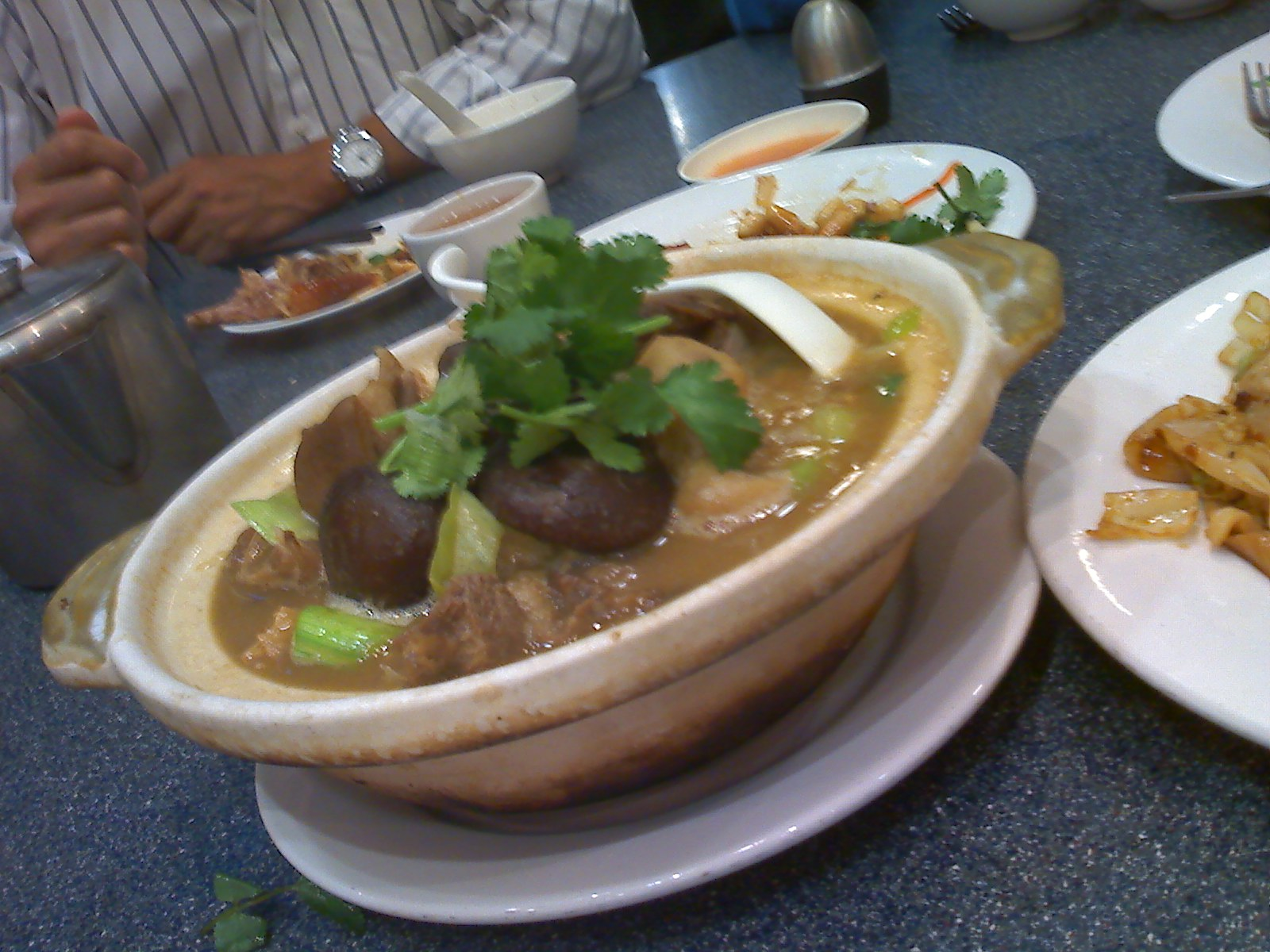
羊腩煲

羊腩是廣東人對羊腹部下側肉，為秋季及冬季常見的食品，廣東及港澳通常以柱侯醬及枝竹煮製成「羊腩煲」。